# Wzgórze Świętego Maksymiliana
Wzgórze Świętego Maksymiliana (przed 1939 i w latach 1945–1952 Wzgórze Focha, w latach 1952–1990 Wzgórze Nowotki) – dzielnica w Gdyni, nosząca obecną nazwę na cześć Maksymilana Kolbego. Jej granice od strony północnej wyznacza Aleja Piłsudskiego, od południowej ulice Redłowska, Nocznickiego, Skośna i Szczeblewskiego, a od zachodniej linia brzegowa nad Zatoką Gdańską. Przez dzielnicę przechodzi główna arteria tej części miasta, Aleja Zwycięstwa. 
Teren dzielnicy zajmuje w znacznej mierze zabudowa mieszkaniowa. Usytuowane są w niej też m.in.: III LO im. Marynarki Wojennej RP i VI LO im. Wacława Sierpińskiego, przedszkola, klasztor Ojców Franciszkanów (OFMConv.) przy parafii św. Antoniego, przystanek SKM – Gdynia Wzgórze Świętego Maksymiliana i centrum handlowe Riviera.